# Ogoxo
Ogoxo ou Ōgosho (大御所, Shōgun Aposentado) foi um cargo criado durante o Período Edo da história do Japão.

## Antecedentes
Quando Toyotomi Hideyoshi morreu em 1598, iniciou-se um grande embate para ver quem seria o Tenkaji (governante do pais) do Japão, Tokugawa Ieyasu arregimentou a seu lado a chamada Facção Oriental. Em contraposição reuniu-se uma Facção Ocidental em torno de Ishida Mitsunari. As duas facções entraram em conflito na famosa Batalha de Sekigahara, que estabeleceu o início do Xogunato Tokugawa. 
Para evitar o mesmo destino de seu antecessor, Ieyasu estabeleceu um padrão dinástico logo depois de se tornar xogum, abdicando em favor de seu filho Hidetada em 1605. Ieyasu continuou a ter um poder significativo até sua morte em 1616; mas Hidetada, passa a assumir o papel de chefe formal da burocracia do Bakufu. 
Para se manter com seus poderes Ieyasu cria então o título de ogoxo